# بورماكينو (ياروسلافل)
بورماكينو (بالروسية: Бурмакино) هي مدينة في مقاطعة ياروسلافل أوبلاست في روسيا.
يبلغ عدد سكانها حوالي 3140 نسمة.